# Gilbert Blanc
Gilbert Blanc (Bédoin, 25 febbraio 1906 – Carpentras, 5 giugno 1993) è stato un pittore francese.
Paesaggista, influenzato da Cézanne, lavorò quasi esclusivamente con l'acquarello. Rari i suoi ritratti.

## Biografia
Autentico pittore-contadino, pressoché autodidatta, Gilbert Blanc (pron. Blàn) fu un cantore dei paesaggi della sua terra e, in particolare, del Mont Ventoux. Dotato di un talento innato per la composizione, sia formale che cromatica, eccelse nell'acquarello. Blanc passò la vita nella sua proprietà  "Les Bernardes", nei pressi di Bédoin, della quale lui stesso lavorava i vigneti. Dipinse i paesaggi circostanti, i campi, le fattorie e i boschi, sempre tenendo il Mont Ventoux sullo sfondo o ritraendolo come soggetto principale. Nella sua pennellata, fresca e intuitiva, che ritrae le vaste colonie di pini d'Aleppo con le cime scapigliate dal Mistral, si scorge la schietta influenza di Cézanne.
Negli anni sessanta, spronato dagli amici, entrò in contatto con alcuni pittori di città  che percorrevano strade astrattiste o neo-cubiste. Ma l'esperienza durò poco. Blanc ritornò ben presto alla sua terra, ai suoi acquarelli, ai suoi paesaggi con il Ventoux e le chiome dei pini agitate dal vento.

Espose i suoi quadri con parsimonia e solo localmente, e in vita non raggiunse mai la fama. Di carattere chiuso, quando, nel 1983, tutto il suo atelier e la sua biblioteca furono divorati da un incendio, smise di dipingere.
Morì a 87 anni nella sua casa ai piedi del Ventoux.